# Song Phương
Song Phương là một xã thuộc huyện Hoài Đức, thành phố Hà Nội, Việt Nam. Đây là một xã nằm bên bờ sông Đáy.

## Vị trí địa lý
Xã Song Phương nằm ở phần trung tâm huyện Hoài Đức

## Địa giới hành chính
- Phía Bắc giáp các xã Sơn Đồng, Tiền Yên và huyện Quốc Oai
- Phía Tây giáp xã Vân Côn
- Phía Nam giáp xã An Thượng và xã Vân Côn
- Phía Đông giáp xã Lại Yên và An Khánh

Song Phương gồm hai thôn là Phương Viên (Làng Vạng) và Phương Bảng (Làng Ngòi) và hai Trại gọi là Trại Ba Lương và Trại Ngòi.
Làng Vạng - Phương Viên trước đây không rõ nhưng có tên gọi là Vạn Chài. Sau này gọi là làng Vạng hay thôn Phương Viên. Làng Vạng - Phương viên có 9 xóm, có hai ngôi Chùa là chùa Giữa và chùa Thượng. Chùa giữa gọi là Phượng Tiên Tự hướng Nam là nơi thờ Phật bà Quan âm; Chùa thượng gọi là Quan âm Tự; ngoài chùa ra, làng Vạng còn có ngôi đình cổ, tuy nhiên, do chiến tranh, ngôi đình đã bị phá huỷ. Đến năm 1985 người dân đã quyên góp công đức và xây dựng lại ngôi đình khang trang như hiện nay. Ngôi đình làng Vạng hiện nay chưa rõ thờ vị Thánh (Thành Hoàng) nào, nhưng chỉ biết là vị thánh được truyền tụng là: "Thôi Cốc"..... ghi lại rất ít trong sử sách hiện nay.